# Islam a Ruanda
L'Islam a Ruanda és la minoria religiosa més important de Ruanda, practicada pel 4.6% de la població total segons el cens de població de 2006. Virtualment tots els musulmans de Ruanda són sunnites. L'islam va ser introduït per primer cop a Ruanda per comerciants musulmans de la Costa d'Àfrica Oriental en el segle xviii. Des de la seva introducció, els musulmans han estat minoritaris al territori, mentre que el catolicisme introduït per les autoritats colonials en el segle xix esdevingué la religió més important del país.
Per primera vegada en la història de Ruanda, l'islam gaudeix dels mateixos drets i llibertats que el cristianisme. Les estimacions mostren que hi ha un nombre igual de musulmans entre els hutu com entre els tutsi. Les estimacions ho han pogut ser verificades des de la fi del genocidi, ja que el govern ha prohibit qualsevol discussió sobre etnicitat a Ruanda.

## Història

### Època colonial
En comparació amb els països d'Àfrica oriental com Tanzània, Kenya i Uganda, la història de l'islam a Ruanda és relativament moderna. Si bé hi ha poques fonts escrites sobre els seus orígens, es diu que l'Islam va venir a comerciants afroàrabs de Zanzíbar, que va entrar al país el 1901. D'altra banda, s'ha argumentat que l'islam va arribar durant el període colonial quan es van portar al país els empleats musulmans, assistents administratius i comerciants de llengua suahili de la costa de Tanganyika. L'islam també va ser reforçat pels mercaders musulmans del subcontinent indi, que es van casar amb els ruandesos locals. Els ruandesos van construir la seva primera mesquita en 1913. Aquesta mesquita és coneguda com a Mesquita Al-Fatah.
Durant la seva història, es van fer molts esforços per impedir la propagació de l'islam a Ruanda. Aquests esforços generalment van explotar l'enfocament antiàrab i van presentar els musulmans com a estrangers. Els missioners catòlics sovint es van esforçar per contrarestar el que perceben com a influència de religions rivals, com l'islam i el protestantisme.
Els musulmans es van veure més marginats pel fet que la majoria d'ells es van establir a les zones urbanes, mentre que el 90% de la població era rural. Com que cap comerciant àrab ni indígena mai va intentar continuar la seva fe, hi va haver poc esperit de predicació entre musulmans. Només es van produir algunes conversions, principalment entre la població urbana marginada: dones que s'havien casat amb estrangers, fills il·legítims i orfes. Fins i tot aquestes conversions eren de vegades superficials, motivades pel desig de seguretat social i econòmica que proporcionaven els musulmans, que per la convicció religiosa en la fe islàmica.
Sota l'Administració belga, els musulmans a Ruanda van ser en certa manera marginats. Com que els musulmans no tenien lloc a l'Església catòlica, que mantenia una gran influència sobre l'estat, els musulmans eren sovint exclosos de l'educació i llocs de treball importants al govern. Com a resultat, l'ocupació musulmana estava majoritàriament limitada al comerç minorista i assumint llocs de treball com a conductors.

### Després de la independència
El 1960, l'exministre del govern, Isidore Sebazungu, va ordenar la crema del barri musulmà i la mesquita a Rwamagana. Després d'aquest esdeveniment, els musulmans estaven espantats i molts d'ells van fugir als països veïns. Se suposa que l'Església catòlica estava involucrada en aquests esdeveniments, el que va agreujar l'amargor entre musulmans i cristians.
Abans del genocidi ruandès de 1994, els musulmans foren considerats en una posició baixa, perquè els van veure com a comerciants, en una terra on els agricultors són molt valorats. La població musulmana abans del genocidi era del 4%, que era excepcionalment baixa en comparació amb la dels països veïns. Els musulmans també es van veure afectats pel genocidi. Només hi va haver alguns incidents en què es van atacar els tutsis a les mesquites. L'exemple més conegut es va produir a la principal mesquita de Nyamirambo, on s'havien reunit centenars de tutsis per refugiar-se. Els refugiats a la mesquita van lluitar contra les milícies hutus amb pedres, arcs i fletxes, oposant una dura resistència contra els soldats i milícies de l'Interahamwe. Només una cop que els soldats van atacar amb foc de metralladores van ser els Interahamwe capaços d'entrar a la mesquita i matar als refugiats.

## Avui

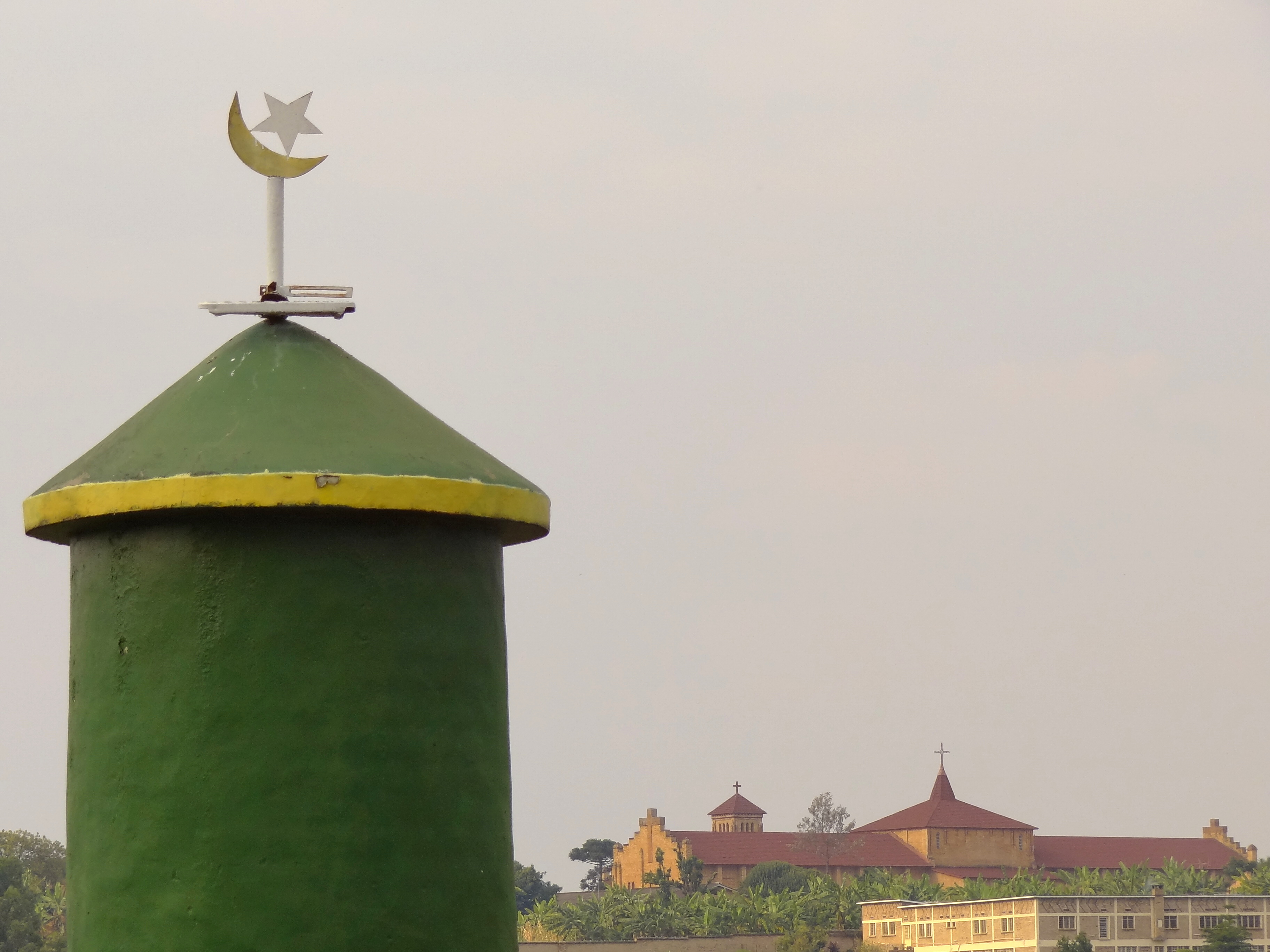
Minaret de la mesquita Al-Masidjid Q'ubah a Butare, Ruanda

El nombre de ruandesos musulmans després del genocidi de Ruanda de 1994 es va incrementar degut al gran nombre de conversions.
Molts musulmans havien aixoplugat als refugiats, tant hutus com tutsis. Alguns conversos afirmen que es van convertir a l'islam a causa del paper que van jugar alguns líders catòlics i protestants en el genocidi. Els grups de defensors dels drets humans havien documentat incidents en els quals capellans cristians permeteren als tutsis buscar refugis a les esglésies i després els entregaven sals esquadrons de la mort hutus, així com sacerdots i pastors hutus encoratjaven les seves congregacions a matar tutsis.
Les històries personals relaten com alguns tutsis es van convertir per la seguretat, ja que temien que els extremistes hutus continuessin els assassinats de represàlia i sabien que els musulmans els protegirien d'aquests actes. Molts hutu també es van convertir, a la recerca de "purificació". Molts hutu volen deixar enrere el seu passat violent i no tenir "sang a les mans". També hi ha alguns exemples aïllats on hutus s'havien convertit amb l'esperança que podrien ocultar-se dins de la comunitat musulmana i així escapar a l'arrest.
La taxa de conversions es va moderar el 1997. Segons el mufti de Ruanda, la comunitat islàmica no ha vist cap augment en les conversions el 2002/2003. El cristianisme roman com la religió més important del país. El catolicisme (que va arribar a finals del segle xix amb l'orde dels Pares Blancs de l'Església Catòlica Romana) es troba profundament incrustat en la cultura.

## Activitats
Els musulmans a Ruanda també participen activament en activitats socials, com les seves gihad per "començar a respectar els uns als altres". Molts musulmans ruandesos es dediquen als esforços per curar les tensions ètniques després del genocidi, els grups islàmics estan arribant als desfavorits, per exemple, formant grups de dones que proporcionen educació sobre la cura dels fills. Els governs occidentals s'han preocupat per la creixent influència de l'islam, i alguns funcionaris governamentals expressen la seva preocupació perquè algunes de les mesquites rebin finançament de l'Aràbia Saudita. No obstant això, hi ha poca evidència de militància.
La festivitat religiosa musulmana Id al-Fitr és observada pel govern com una de les quatre festes oficials religioses (juntament amb Nadal, Tots Sants, i l'Assumpció). Els musulmans també operen escoles islàmiques privades. L'any 2003 l'ambaixada dels EUA va supervisar les renovacions d'una escola secundària islàmica a Kigali. Els dirigents de l'ambaixada també es van reunir amb líders musulmans, juntament amb membres de l'Església catòlica i anglicana, Església Adventista del Setè Dia, i Testimonis de Jehovà, per mantenir converses interreligioses.
Rwanda solia tenir un partit polític religiós, el Partit Demòcrata Islàmic (PDI), amb membres no musulmans. No obstant això, va canviar el seu nom al Partit Democràtic Ideal, després que la constitució va ordenar que no es podia formar cap partit sobre la base de la religió.

## Població
Hi ha un rang considerable en les estimacions de la població musulmana de Ruanda. No s'ha fet un cens acurat de la població musulmana.
| Font                                           | Població (000s) | Població (%) | Any                                          | Referència |
| ---------------------------------------------- | --------------- | ------------ | -------------------------------------------- | ---------- |
| The Washington Post                            | 1,148           | 14           | 2002                                         | [ 7 ]      |
| The Washington Post                            |                 | 7            | 1993 "abans que comencessin els assassinats" | [ 7 ]      |
| CIA World factbook                             | 456             | 4.6          | 2001                                         | [ 13 ]     |
| The New York Times                             |                 | 15           | 2004                                         | [ 11 ]     |
| Worldmark Encyclopedia of Culture & Daily Life | 350             | 5            | 1998                                         | [ 14 ]     |
| Dept. Estat dels EUA (font UNPF)               |                 | 1.1          | 1996                                         | [ 15 ]     |
| Dept. Estat dels EUA (estudi universitari)     |                 | 4.6          | 2001                                         | [ 15 ]     |

Un informe del govern de Ruanda va informar l'1 de novembre de 2006 que el 56,5% de la població de Ruanda és catòlica, el 26% és protestant, l'11,1% és Adventista del Setè Dia, el 4,6% és musulmà, l'1,7% declara cap afiliació religiosa i el 0,1% practica creences indígenes tradicionals.